# Noordwest Ziekenhuisgroep, locatie Den Helder
Noordwest Ziekenhuisgroep, locatie Den Helder is ontstaan uit de fusie tussen Medisch Centrum Alkmaar en Gemini Ziekenhuis tot Noordwest Ziekenhuisgroep.

## Geschiedenis
Sinds 2008 had het Gemini Ziekenhuis banden met het Medisch Centrum Alkmaar. Er waren plannen voor nieuw te bouwen ziekenhuizen in zowel Den Helder als Alkmaar, maar dit is door geldgebrek afgeblazen. In januari 2015 fuseerden het Medisch Centrum Alkmaar en het Gemini Ziekenhuis. Vanaf 10 december 2015 zijn de ziekenhuizen verder gegaan onder de naam "Noordwest Ziekenhuisgroep".
Het gebouw waarin het ziekenhuis zich bevindt werd in 1982 opgeleverd. In oktober 2021 werd gestart met een grote verbouwing van het ziekenhuis. Het ziekenhuis wordt eerst van buiten en daarna van binnen volledig vernieuwd. Na de verbouwing zal het ziekenhuis 30 procent kleiner zijn dan ervoor.